# Australoeuops
Australoeuops es un género de coleópteros curculionoideos de la familia Attelabidae. Habita en Australia. Legalov describió el género en 2003. Esta es la lista de especies que lo componen:
- Australoeuops affinis Voss, 1924
- Australoeuops castaneipennis Voss, 1924
- Australoeuops eucalypti Pascoe, 1874
- Australoeuops paranigrum (Legalov, 2002
- Australoeuops suturalis Lea, 1898
- Australoeuops victoriensis Blackburn, 1894